# Your Love (canción de Nicki Minaj)
«Your Love» es una canción interpretada por la rapera, compositora y cantante trinitense, Nicki Minaj de su álbum debut Pink Friday. Fue lanzada el 1 de junio de 2010 bajo los sellos Young Money Entertainment, Cash Money Records y Universal Motown Records como primer sencillo del álbum. Fue compuesta por Minaj, Joseph Hughes, David Freedman, Andrew Wansel y producido por Pop Wansel y Oak. Inicialmente Minaj había planeado lanzar «Massive Attack» como el primer sencillo del álbum, pero tras su bajo rendimiento comercial fue reemplazado por «Your Love».
Descrito como una "Balada rap", la canción es un cambio de tempo comparada con los trabajos previos de Minaj. Según Mariel Concepción de la revista Billboard «Your Love» contrae "una nueva marca de campanas de majestad". La canción contiene fragmentos de la versión cover de Annie Lennox en 1995 de «No More I Love You's» por The Lover Speaks usando las vocales de fondo con bajos adicionales, golpes de hip-hop y drim loops añadidos.
Alcanzó la posición 14 y 4 en el Billboard Hot 100 y Hot R&B/Hip-Hop Songs en Estados Unidos, respectivamente.

## Antecedentes y desarrollo
La primera versión de «Your Love» apareció en un mixtape no oficial de Minaj, Barbie World con diferentes letras en el pre-coro junto con un ritmo más rápido. Otra versión fue después robada y filtrada en línea. La canción pasó por ajustes menores líricos y mezclas antes de ser enviado a la radio mainstream como el primer sencillo oficial del álbum debut de Minaj Pink Friday en 2010. En una entrevista con la radio Hot 93.7, Minaj habló sobre la filtración de la canción, diciendo "Fue filtrada y yo estaba tan molesta de que lo hicieran porque grabé esa canción hace como dos años. Lo siguiente que sabes, es que las personas empezaron a caer en un amor con él [tema]". Mientras se encontraba en el set de grabación para el vídeo musical de «Your Love», Minaj además explicó sobre el robo y la filtración de la canción diciendo:
"No estaba planeado en poner la canción en todo. Pero entonces la oí un día, alguien me dijo que estaba en línea y yo estaba como, 'De ninguna manera, no hay manera que esta canción la tenga el mundo'. Fui y la escuché y estaba realmente molesta. No estaba mezclada, no estaba terminada, no era nada. Pero la radió empezó a reproducirla.
Rap-Up publicó la portada del sencillo el cual incluía a Minaj con una mirada irónica a su derecha, sin embargo fue cambiada por razones desconocidas. La nueva carátula contaba con una versión de Minaj en dibujos animados, hecho por el ilustrador Asia Kendrick-Horton quien lo publicó para Minaj en Twitter.

## Composición y líricas
«Your Love» es una canción medio-tempo con uso de Auto-Tune en el estribillo de la canción. El sencillo usa fragmentos instrumentales de la versión cover de Annie Lennox para la canción «No More "I Love You's"» originalmente del grupo musical The Lover Speaks, con la adición de más bajos, loops de batería y backbeats hip-hop. Según un artículo publicado en Musicnotes.com por Sony/ATV Music Publishing, «Your Love» se encuentra en un tiempo común con un metrónomo de 94 latidos por minuto. Está compuesta por la tonalidad de Mi mayor con el rango de Minaj que abarca desde la baja Nota de B3 a la alta nota de C♯5.

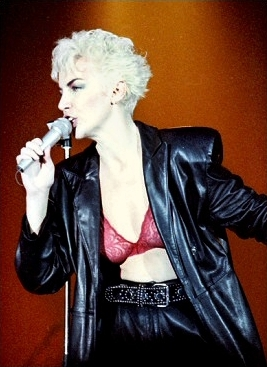
"Your Love" contiene fragmentos por la cantante Annie Lennox

Sara D. Anderson de AOL Radio Blog describió la canción como una "mezcla Rap/canto". Como una "nueva marca de campana de majestad" la canción es acompañada por un rito sencillo que incluye instantáneas y un xilófono afferante. Lean Greenblatt de Entertainment Weekly comentó "en un spitfire de Rap explora su lado más suave, usa fragmentos de Annie Lennox en su Oda como lengua de miel a un buen hombre".  Greenblatt llegó a comparar la canción con los temas de Jay-Z «kindren» y «Young Forever». Minaj hace varias referencias en sus líricas a personas conocidas, que incluye a Bruce Willis en el filme de 1998 Die Hard como a Adam y Eva. Minaj hace varias conexiones a Superman en el pre-coro. El remix oficial fue lanzado oficialmente en España a través de iTunes bajo la discográfica Cash Money Records con el artista Jay Sean y fue filtrado el 2 de agosto de 2010. El rapero Flo Rida lanzó un remix no oficial de la canción, en la que añade un verso. El artista reggae Sean Paul también hizo una remezcla de la canción donde añadió vocales de la versión original para después agregar su verso inédito. Otros remixes de la canción incluyen los del rapero americano Rick Ross y el intérprete R&B Chris Brown.

## Rendimiento comercial
«Your Love» debutó en la posición 51 del Billboard Hot 100 convirtiéndose en la primera canción de Minaj en el listado como artista principal y simultáneamente como artista solista. Finalmente alcanzó el puesto número 14 como mayor posición, convirtiéndose en su primer Top 20 en el país. Debutó en el N.º 23 en el listado Hot R&B/Hip-Hop Songs y llegó hasta la cuarta posición, «Your Love» alcanzó la primera posición del Hot Rap Songs durante ocho semanas consecutivas convirtiendo a Minaj en la primera rapera femenina en llegar a la máxima posición del listado desde «Magic Stick» de Lil' Kim con 50 Cent. Minaj también se convirtió en la primera artista en liderar la lista de Billboard en solista desde «Work It» de Missy Elliott. La canción fue certificada platino por la Recording Industry Association of America (RIAA) con ventas superiores a 1 millón de copias. En el Canadian Hot 100 la canción alcanzó la posición número 43, mientras que en Hungría y Filipinas la posición octava y décima respectivamente. «Your Love» también entró en los listados del Reino Unido alcanzado la posición 71 en el UK Singles Chart y 22 en el UK R&B Singles Chart.

## Comentarios de la crítica
Rap-Up indicó que Minaj "ralentiza sus rápidos versos sobre la pegajosa y dulce "Your Love" [...] con una pizca de Auto-Tune para rematar la faena. Inclusive la primera dama de Young Money hace ejercicios con su voz. Pedimos otra ayuda". Robbie Daw de Idolator dio a la canción una revisión positiva, mientras felicitó a Minaj por interpretar mediante el ejercimiento de rap y canto, así como el uso de fragmentos y muestras. Becky Bain de Idolator además dio también a la canción una revisión positiva diciendo "Nos preocupa un poco que Harajuku Barbie siempre sea la guarnición en las pistas de otras personas en vez de servir en el plato principal, pero esta dulce canción demuestra lo contrario. Mariel Concepción de Billboard comentó sobre la tonificación diciendo, "la princesa del rap de Young Money pone a un lado la charla de mala calidad y se encuentra herida con un joven [...] Minaj demuestra que incluso los más salvajes pueden ser domados". Al revisar el vídeo de la canción, Brad Wete de Entertainment Weekly repasa la canción y da una crítica positiva, declarando que Minaj "[...] rebanaba la competencia a pedazos con su segundo intento". David Jeffries de AllMusic consideró la canción como un resalte del álbum, añadiendo además que la canción, "valses de los altavoces. En 2014, Pitchfork nombró el sencillo como el mejor sencillo de Nicki Minaj.

## Vídeo musical

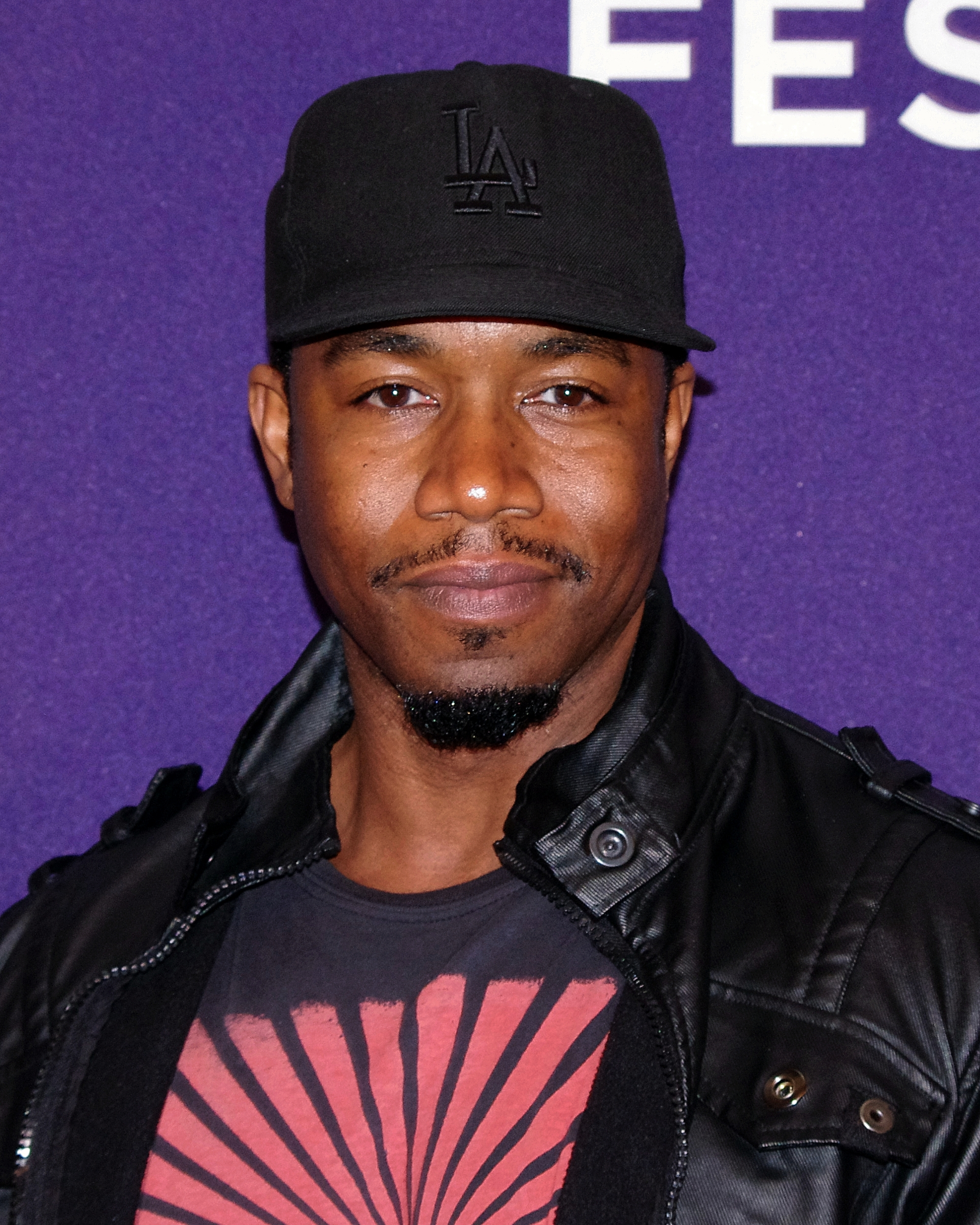
El actor Michael Jai White hizo parte del vídeo como el enamorado de Minaj.

### Antecedentes
El vídeo musical para la canción fue dirigido por Lil X y grabado el fin de semana del 4 de julio de 2010 en Los Ángeles, California. Mediante su cuenta de Twitter, Minaj pidió a sus fanes que le enviasen un retrato de su enamorado en el vídeo. MTV News entrevistó a Minaj en el set de grabación para el vídeo de «Your Love» mientras llevaba puesto un kimono rosa y morado como una geisha. En la entrevista, Nicki dijo: "Quería tener temas de geisha, temas de samurai, cosas como eso. Quería contar una historia de amor. Tener el gusto de un chico es solo un poco, que él no es para ti —como el fruto prohibido— mientras yo y otra chica gustamos vamos a la guerra por el". El vídeo se estrenó el 21 de julio de 2010 en MTV.com. El actor Michael Jai White interpreta el enamorado de Nicki en el vídeo.

### Sinopsis
El vídeo cuenta la historia de una samurai en formación la cual se enamora de su maestro (White) mientras que una celosa compañera de lucha también cae afecto hacia el. El vídeo comienza con Minaj rapeando sus líneas sobre un telón rojo de fondo que fluye mientras viste un abrigo marrón para después aparecer con un traje de geisha con un telón azul de fondo mientras que Michael White se enseña una clase de artes marciales. Minaj y White empiezan a tener afecto uno por el otro pero una estudiante de la misma clase la cual también tiene sentimientos por el instructor ve esto y se pone celosa. Esto se intercala con escenas de Minaj usando una peluca rubia y un traje negro frente a un telón verde de fondo. Después se puede ver a Minaj y White abrazarse en un puente sobre tela azul de representa el "agua", una vez concluido el encuentro Minaj y su rival tienen un enfrentamiento —se traduce como un duelo— por el amor del maestro. Según MTV News, las escenas rinden homenaje a Uma Thurman como The Bride y Lucy Liu como Cottonmouth en Kill Bill. Minaj pierde la batalla y su rival se aleja mientras Nicki sangra y se ve una tela roja la cual interpreta la sangre mientras de repente llega el maestro (Michael White) y se lamenta sobre su cuerpo.

### Recepción crítica
Robbie Daw de Idolator agradeció el giro argumental del vídeo, comentando que "realmente se espera que Nicki venza otro guerrero-en-formación. el hecho de que ella muere—y abre un hermoso camino—nos hace amarla más. Daw también infirió que el atuendo elegante del vídeo «No More I Love You's» inspiró a Minaj en el vídeo de «Your Love». Nicole Sia de MTV Buzzworthy declaró que el vídeo se asemeja a Wò hǔ cáng lóng en la escena de la pelea también comentando sobre el aspecto de Minaj declarando "la cámara cortó a la señora Young Money solo delante de sábanas de satén de 1 millón de hilos ondulate, al recordarnos como está de malditamente bien". Tray Hova de Vibe dio una lista de las mejores y peores partes del vídeo indicando los mejores como cuando Minaj atravesó los bloques de cemento, sus cara locas, hojas de seda y sombrero y nombró como la peor parte lo "melodramático" y "el retorno de esos dedos de Freddy Krueger".

## Lista de canciones
- Descarga Digital — Versión explícita

| N.º | Título      | Duración |  |
| 1.  | «Your Love» | 4:05     |  |

- Descarga Digital — Versión censurada

| N.º | Título      | Duración |  |
| 1.  | «Your Love» | 4:05     |  |

- Remixes/remezclas

| N.º | Título                          | Duración |  |
| 1.  | «Your Love» (Jay Sean Remix)    | 3:33     |  |
| 2.  | «Your Love» (Sean Paul Remix)   | 3:28     |  |
| 3.  | «Your Love» (Rick Ross Remix)   | 3:55     |  |
| 4.  | «Your Love» (Chris Brown Remix) | 4:16     |  |

## Posicionamiento en listas
| País              | Lista                     | Mejor posición |         |
| 2010–11           | 2010–11                   | 2010–11        | 2010–11 |
| ----------------- | ------------------------- | -------------- | ------- |
| Australia         | ARIA Urban Singles Chart  | 32             |         |
| Australia         | ARIA Hitseekers Chart     | 9              |         |
| Bélgica (Valonia) | Ultratip Wallonia         | 32             |         |
| Canadá            | Canadian Hot 100          | 43             |         |
| Canadá            | Canadian Digital Songs    | 41             |         |
| Europa            | European Hot 100          | 5              |         |
| Europa            | World RnB Top 30 Singles  | 2              |         |
| Estados Unidos    | Digital Songs             | 21             |         |
| Estados Unidos    | Billboard Hot 100         | 14             |         |
| Estados Unidos    | Heatseekers Songs         | 1              |         |
| Estados Unidos    | Pop Songs                 | 22             |         |
| Estados Unidos    | MySpace Songs             | 9              |         |
| Estados Unidos    | R&B/Hip-Hop Airplay       | 4              |         |
| Estados Unidos    | R&B/Hip-Hop Digital Songs | 7              |         |
| Estados Unidos    | Hot R&B/Hip-Hop Songs     | 4              |         |
| Estados Unidos    | Radio Songs               | 9              |         |
| Estados Unidos    | Hot Rap Songs             | 1              |         |
| Estados Unidos    | Rhythmic Songs            | 5              |         |
| Reino Unido       | UK Singles Chart          | 71             |         |
| Reino Unido       | UK R&B Singles Chart      | 22             |         |
| Reino Unido       | MTV Urban Chart           | 19             |         |

| País           | Lista             | Posición |
| 2010           | 2010              | 2010     |
| -------------- | ----------------- | -------- |
| Estados Unidos | Billboard Hot 100 | 66       |

### Sucesión en listas
| Predecesor: Over de Drake | Hot Rap Songs — Canción número uno 10 de julio de 2010 — 28 de agosto de 2010 | Sucesor: Love the Way You Lie de Eminem feat. Rihanna |

## Ventas y certificaciones
| País                                                       | Organismo certificador | Certificación | Ventas    | Ref.   |
| ---------------------------------------------------------- | ---------------------- | ------------- | --------- | ------ |
| Australia                                                  | ARIA                   | Oro           | 35 000    | [ 44 ] |
| Estados Unidos                                             | RIAA                   | Platino       | 1 200 000 | [ 46 ] |
| (*) significa que la certificación puede incluir streaming |                        |               |           |        |

## Premios y nominaciones
| Año  | Premiación              | Categoría                   | Resultado |
| ---- | ----------------------- | --------------------------- | --------- |
| 2010 | Music Choice Awards     | Vídeo en demanda            | Ganador   |
| 2010 | Soul Train Music Awards | Canción hip-hop del Año     | Nominado  |
| 2010 | BET Hip-Hop Awards      | Premio del público          | Ganador   |
| 2011 | BMI London Awards       | Canción ganadora del premio | Ganador   |
| 2011 | BMI Urban Awards        | Canción ganadora del premio | Ganador   |

## Créditos y personal
| - Onika Maraj – Intérprete, compositor (a) - Warren Felder – Compositor, productor - Andrew Wansel – Compositor, productor - David Freeman – Compositor | - Joseph Hughes – Compositor - Ariel Chobaz – Grabador/mezclador - Lyttleton Carter – (asistente) Grabador/mezclador - Neal Pogue – mezclador |

 Créditos adaptados por las líneas de Pink Friday

## Historial de lanzamiento
| País           | Fecha               | Formato (s)        |
| -------------- | ------------------- | ------------------ |
| Estados Unidos | 1 de junio de 2010  | descarga digital   |
| Estados Unidos | 15 de junio de 2010 | Mainstream airplay |
| Reino Unido    | 7 de junio de 2010  | descarga digital   |